# نادر قشلاقي
نادر قشلاقي (بالإنجليزية: Nader Qeshlaqi)‏ هي human-geographic territorial entity تقع في أردبيل في إيران.